# Okoto (sjö)
Okoto är en sjö i Bulgarien.   Den ligger i regionen Sofijska oblast, i den västra delen av landet, 60 km söder om huvudstaden Sofia. Okoto ligger 2 438 meter över havet.
Trakten runt Okoto består i huvudsak av gräsmarker. Runt Okoto är det glesbefolkat, med 10 invånare per kvadratkilometer.